# Рахман, Азизур
Шах Мохаммад Азизур Рахман (бенг. আজিজুর রহমান; 23 ноября 1925, Куштия, Бенгальское президентство, Британская Индия — 1988), имя зачастую сокращается до Азизур Рахман (бенг. আজিজুর রহমান) или Шах Азиз — бангладешский юрист и политик, премьер-министр страны в 1979—1982 годах.

## Биография и карьера
Шах Азизур Рахман родился в Куштии, Бенгалия (ныне в области Кхулна в Бангладеш). Получил высшее образование в Калькуттском и Даккском университетах, достигнув в них соответственно степеней бакалавра искусств (BA) по английскому языку и литературе и бакалавра права (BL). Владел бенгальским, английским, урду, фарси и арабским языком. Со студенческих лет влился в политику, в частности, в 1945—1947 годах занимал должность генерального секретаря Бенгальской мусульманской студенческой лиги, принял участие в Бенгальской провинциальной мусульманской лиге и Пакистанском движении. После раздела Индии в 1947 году был заместителем секретаря Восточно-пакистанской мусульманской лиги.
Был генеральным секретарем Мусульманской лиги Восточного Пакистана в 1952—1958 годах, при этом выступал как противник движений за суверенитет Бенгалии, в частности, в 1952 высказывался против движения за статус бенгальского языка и был яростным противником бенгальского лидера шейха Муджибура Рахмана и его «Авами лиг», выступавших за большую автономию для Восточного Пакистана.
В 1962 году присоединяется к партии Национально-демократический фронт. В марте 1964, несмотря на предыдущую оппозицию, вступает в «Авами лиг»; в её составе был в 1965—1969 годах заместителем лидера оппозиции в Национальной ассамблее Пакистана.
Рахман был одним из адвокатов в деле по «Агартальскому заговору». В начале войны за независимость Бангладеш, Азизур Рахман поддержал пакистанские правительственные сил в осуждении бенгальский национально-освободительной борьбы. Он был главой пакистанской делегации в Организации Объединённых Наций в ноябре 1971 года, где категорически отрицал, что пакистанская военная операция «Прожектор» стала актом геноцида. Несмотря на то, что он бенгалец, в ходе выступления в ООН в 1971 году в качестве представителя Пакистана он заявил: "Военные не сделали ничего плохого, нанеся удары по Восточному Пакистану. То, что происходит в Пакистане под предлогом освободительной войны, — это индийский заговор и сепаратистское движение.”
В 1971 году, после поражения Пакистана в войне за освобождение Бангладеш, Рахман был арестован за коллаборационизм, но освобождён в 1973 году по общей амнистии, объявленной президентом Муджибом. Впоследствии продолжал лоббировать отказ в дипломатическом признании независимости Бангладеш в странах Среднего Востока.
После убийства шейха М. Рахмана, присоединился в 1976 году к Мусульманской лиге Бангладеш. В 1978—1979 годах участвовал в организации Националистической партии Бангладеш. После прихода в 1978 году к власти Зиаура Рахмана был назначен министром труда и промышленности. После внезапной смерти от инсульта премьер-министра Машиура Рахмана 12 марта 1979 года, Азизур Рахман стал одним из кандидатов на его место. Предпочитая «новые лица» Бадруддозы Чоудхури или Сайфура Рахмана, Зиаур Рахман отдал решение на волю тайного голосования парламентариев партии, выигранного Азизуром Рахманом, который и занял кресло премьера 15 апреля 1979 года.
После убийства Зиаура Рахмана в 1981 году, новый президент Абдус Саттар оставил Азизура Рахмана на посту премьера, распустив остальной кабинет министров с комментарием о коррумпированности многих его членов. Впоследствии Саттар и Рахман были оба свергнуты в результате военного переворота в 1982 году во главе с главнокомандующим Х. М. Эршадом.
Умер в 1988 году.

## Дополнительные ссылки и литература
- Syed Badrul Ahsan (19 сентября 2005). Our minister remembers Ayub Khan, in Colombo. Архивировано 30 сентября 2007.
- Prof. Abdul Ghafur. The historic Language Movement (англ.). The New Nation / Independent Daily (1 мая 2015). Дата обращения: 25 ноября 2016.
- Syed Badrul Ahsan. Our UN experience . . . (англ.). The Daily Star (17 сентября 2014). Дата обращения: 25 ноября 2016.
- Syed Badrul Ahsan. The Bengalis who let us down in 1971 (англ.). The Daily Observer (25 октября 2014). Дата обращения: 25 ноября 2016.
- Syed Badrul Ahsan. The sordid history of collaborationist Bengalis: 1971 and after (англ.). The Opinion Pages (15 апреля 2015). Дата обращения: 25 ноября 2016.
- Bahsan Tareq. DU translation – in decades (англ.). New Age (19 сентября 2005). Дата обращения: 25 ноября 2016. Архивировано 13 декабря 2010 года.
- Jamaatisation Of BNP (англ.). The Bangladesh Observer (6 июня 2006). Дата обращения: 25 ноября 2016. Архивировано 11 октября 2006 года.
- The Bangladesh Reader: History, Culture, Politics. The Bangladesh Reader: History, Culture, Politics / Ed. by Meghna Guhathakurta, Willem van Schendel. — Duke University Press, 2013. — P. 173. — ISBN 9780822395676.
- Political Handbook of the World 2015 / Ed. by Tom Lansford. — CQ Press, 2015. — ISBN 9781483371559.
- Hiranmay Karlekar. Bangladesh: The Next Afghanistan?. — SAGE, 2005. — P. 51-52. — ISBN 9780761934011.